# Matronae Caimineae
Die Matronae Caimineae sind Matronen, die einzig bezeugt sind durch eine Inschrift eines verlorenen Votivsteins aus Euskirchen aus der Römischen Kaiserzeit, vermutlich aus der Kernzeit der rheinischen Matronenverehrung des 2. bis 3. Jahrhunderts.

„Matronis Caimineais“

Der Votivstein wurde 1663 in Euskirchen neben zwei weiteren Votivsteinen gefunden, die den Matronen Ratheiheis und Graticheis gestiftet waren. Alle drei Steine sind in der Zeit nach der Auffindung verschollen. Hermann Crombach hat den Fund in seiner „Geschichte der Stadt Köln und Umland“ verzeichnet.
Gutenbrunner deutet den Beinamen als Ableitung von einem Ortsnamen, aufgrund der Überlieferungsumstände hält er eine germanische oder keltische Zuweisung für unsicher unbestimmt. Günter Neumann stellt den Namen durch das -in- Element zu einer größeren Gruppe von Matronenbeinamen, die dieses aufweisen. Er deutet den Namen ebenfalls als Ableitung von einem Orts- oder Stellennamen und stellt ihn zu *χaimīn- = „Heim, Siedlung“ und das initiale C als ch oder h Anlaut. Theo Vennemann geht mit Gutenbrunner und Neumann von einem Ortsnamen als Ausgangsform aus, geht jedoch im Unterschied von der hydronimischen Wurzel kam- aus und vergleicht mit dem Namen der Stadt Kamen.